# Rafael Michelini

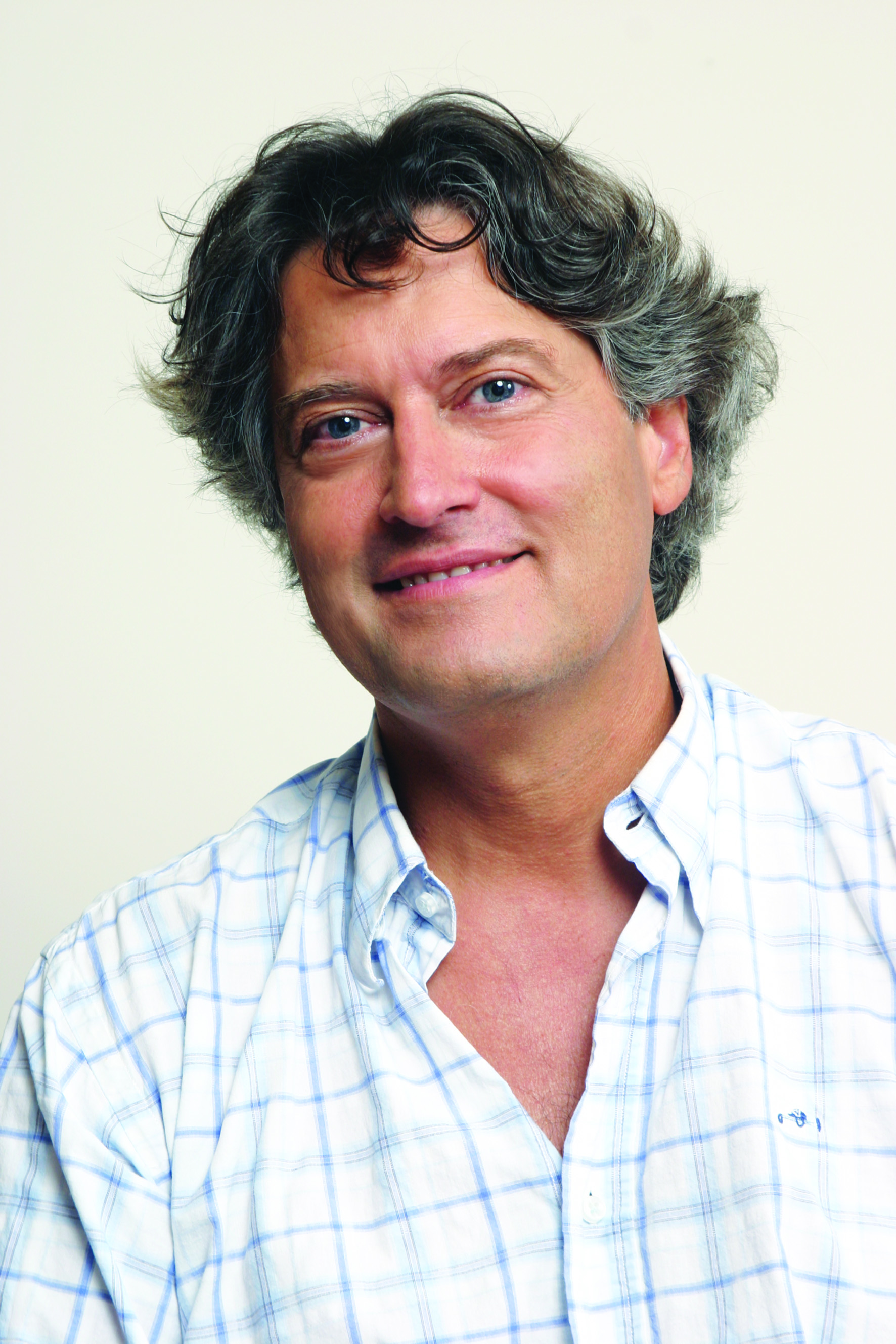
Rafael Michelini, 2009

Rafael Michelini Delle Piane (* 30. Oktober 1958 in Montevideo) ist ein uruguayischer Politiker.
Er ist der Sohn Elisa Delle Pianes und Zelmar Michelinis, eines ehemaligen Senators und Kammer-Präsidenten, der im Zusammenhang mit der Epoche der Militärdiktatur im argentinischen Exil ermordet wurde. Sein Bruder Felipe Michelini war ebenfalls in politischen Funktionen tätig und war neben seiner Abgeordnetentätigkeit auch Vize-Präsident des Repräsentantenhauses von Uruguay.
Rafael Michelini selbst ist Gründer und Vorsitzender der Nuevo Espacio, einer dem regierenden Parteienbündnis Frente Amplio angehörigen Partei. Ab 1990 saß Rafael Michelini zunächst fünf Jahre als Abgeordneter des Departamentos Montevideo für die Por el Gobierno del Pueblo - Lista 99 im Repräsentantenhaus. Seit dem 15. Februar 1995 hat er als Mitglied der Nuevo Espacio dann, mit kurzer Unterbrechung in der zweiten Hälfte des Jahres 1999 bis zum Beginn der 45. Legislaturperiode im Februar 2000, durchgehend das Amt eines Senators inne.
In der aktuellen, im Februar 2010 begonnenen Legislaturperiode sitzt er für die Frente Liber Seregni, ein im August 2009 gegründetes linkes Wahlbündnis, in der Cámara de Senadores.